# Кирблагова кула
Кирблаговата кула е запазена част от възрожденска постройка, паметник на културата в град Банско, България.

## Местоположение
Разположена е в центъра на града, близо до църквата „Света Троица“.

## История
Кулата е построена в началото на XIX век за кир Благо Тодев. Представлява укрепеното ядро към по-стара къща, изгоряла при големия пожар, изпепелил западната част на Банско в 1936 година, която е от типа на късната банска укрепена къща.

## Описание
Кулата е двуетажна с по едно помещение на етаж. Входът е от втория етаж, а входът към къщата е бил през малка желязна врата на чардака, която се залоства с плъзгаща се греда. Горният етаж е жилищен и има замаскирано стълбище към приземието-скривалище. Градежът на кулата е масивен от камъни. Сводът над втория етаж е изграден от камъни и тухли, като в него има малки скривалища за пари и ценности. В стените има бойници. Подът е от греди и талпи.